# 沈比利
沈比利，DCM（英語：William Edward "Billy" Sing，1886年3月2日—1943年5月19日），特等軍功章（DCM）奖章获得者，一战中的澳大利亚士兵，1886年出生于昆士兰州，为中英混血，父亲为John Sing（籍貫上海），母亲为Mary Anne Sing（婚前姓Pugh）。
沈比利为二十世纪最出色的狙击手之一，仅在加里波利战役不到四个月(5月至9月，1915年)的时间，经证实狙杀150名土耳其官兵，如包括未经证实的则为201名，並傳聞擊敗了奥斯曼帝国近卫军為狙殺他所派出的优秀狙击手「可怕的阿卜杜拉(Abdul the Terrible)」，因此得到“加里波利刺客”（The Assassin of Gallipoli）之名。
沈比利之後繼續轉往西線服役，並在戰場上受到了槍傷與毒氣傷害的後遺症；戰後他移居澳大利亞並與妻子在1920年代初離異，從有限的紀錄來看之後主要從事礦工工作，1943年在貧困中因主動脈瘤破裂而去世。
沈比利的事跡被拍成片集 The Legend of Billy Sing，此片集因起用白人飾演沈比利及其父親，遭澳洲華人抨擊，指它偏離民族歷史。